# Tamanaku
El tamanaku era una llengua indígena de la família carib antigament parlat a Veneçuela. Es va extingir en el segle xix o XX. Gran part del que se sap de l'idioma es deu al treball del jesuíta i lingüista Filippo Salvatore Gilii, qui va conviure entre ells el 1750.

## Classificació
El tamanaku és part de la família Carib molt pròxim al també extint chaima. Està també relacionat amb l'idioma panare i en menor grau amb el pemon.

## Fonologia

### Consonants
|            | Bilabial | Alveolar | Palatal | Velar | Glotal |
| ---------- | -------- | -------- | ------- | ----- | ------ |
| Oclusives  | p        | t        |         | k     | ʔ      |
| Africada   |          |          | ts (dz) |       |        |
| Fricativa  | [β]      |          |         |       | [h]    |
| Nasal      | m        | n        | [ɲ]     |       |        |
| Líquida    |          | r [l]    |         |       |        |
| Aproximant | w        |          | j       |       |        |

És possible que les parades hagin expressat al·lòfons de [b d ɡ]. Al·lòfons de /p, n, r/ inclouen [β h ɲ l].

### Vocals
|         | Frontal | Central | Posterior |
| ------- | ------- | ------- | --------- |
| Alta    | i ĩ     | ɨ ɨ̃     | u ũ       |
| Mitjana | e ẽ     | ə ə̃     | o õ       |
| Oberta  |         | a ã     |           |

### Comparació lèxica
A continuació una llista comparativa d'algunes paraules tamanaku i pemon.
| Tamanaku | Pemon  | Castellà      |
| ure      | yuurö  | jo            |
| tuna     | tuna   | aigua         |
| canepo   | konok  | pluja         |
| nuna     | nuna   | lluna, mes    |
| peje     | pei    | tortuga tekei |
| paruru   | paturu | banana        |